# Bruciava tutto
Bruciava tutto è il secondo album in studio della cantante italiana AmbraMarie, pubblicato nel 2016.

## Tracce
1. Diversa – 3:30
2. Regole dell'universo – 4:16
3. Un giorno da dimenticare – 3:35
4. Nella stanza buia (feat. Omar Pedrini) – 4:05
5. Niente più di te – 3:27
6. Come un'ombra (Un deserto di cenere bianca) – 4:20
7. Odio di lei – 3:47
8. Perdersi – 3:49
9. Di re, draghi e dame – 3:48
10. Bruciava tutto – 4:41
11. Scritta col veleno (Ghost Track) – 4:41